# Kisvárdai járás
A Kisvárdai járás Szabolcs-Szatmár-Bereg vármegyéhez tartozó járás Magyarországon, amely 2013-ban jött létre. Székhelye Kisvárda. Területe 523,09 km², népessége 57 050 fő, népsűrűsége pedig 109 fő/km² volt 2013. elején. 2013. július 15-én három város (Kisvárda, Ajak és Dombrád) és 20 község tartozott hozzá.
A Kisvárdai járás a járások 1983. évi megszüntetéséig is létezett, és székhelye az állandó járási székhelyek kijelölése (1886) óta mindvégig Kisvárda volt. Az 1950-es megyerendezésig Szabolcs vármegyéhez tartozott, azután Szabolcs-Szatmár megyéhez.

## Települései
| Település         | Rang (2013. július 15.) | Közös hivatal     | Kistérség (2013. január 1.) | Népesség (2013. január 1.) | Terület (km²) |
| ----------------- | ----------------------- | ----------------- | --------------------------- | -------------------------- | ------------- |
| Kisvárda          | járásszékhely város     | Kisvárda          | Kisvárdai                   | 16 888                     | 35,91         |
| Ajak              | város                   |                   | Kisvárdai                   | 3 785                      | 24,76         |
| Dombrád           | város                   | Dombrád           | Kisvárdai                   | 4 070                      | 51,84         |
| Anarcs            | község                  |                   | Kisvárdai                   | 1 910                      | 17,06         |
| Döge              | község                  |                   | Kisvárdai                   | 2 206                      | 16,54         |
| Fényeslitke       | község                  |                   | Kisvárdai                   | 2 516                      | 25,15         |
| Gyulaháza         | község                  | Gyulaháza         | Kisvárdai                   | 1 939                      | 22,09         |
| Jéke              | község                  | Tornyospálca      | Kisvárdai                   | 729                        | 6,32          |
| Kékcse            | község                  | Kisvárda          | Kisvárdai                   | 1 546                      | 18,23         |
| Lövőpetri         | község                  | Pap               | Kisvárdai                   | 467                        | 9,26          |
| Mezőladány        | község                  | Mezőladány        | Kisvárdai                   | 1 086                      | 14,04         |
| Nyírkarász        | község                  |                   | Baktalórántházai            | 2 371                      | 41,43         |
| Nyírlövő          | község                  | Pap               | Kisvárdai                   | 676                        | 7,91          |
| Nyírtass          | község                  |                   | Baktalórántházai            | 2 063                      | 37,95         |
| Pap               | község                  | Pap               | Kisvárdai                   | 1 839                      | 17,15         |
| Pátroha           | község                  |                   | Kisvárdai                   | 2 905                      | 39,23         |
| Rétközberencs     | község                  | Szabolcsveresmart | Kisvárdai                   | 1 105                      | 15,8          |
| Szabolcsbáka      | község                  | Gyulaháza         | Kisvárdai                   | 1 199                      | 19,84         |
| Szabolcsveresmart | község                  | Szabolcsveresmart | Kisvárdai                   | 1 728                      | 22,95         |
| Tiszakanyár       | község                  | Dombrád           | Kisvárdai                   | 1 599                      | 15,51         |
| Tornyospálca      | község                  | Tornyospálca      | Kisvárdai                   | 2 655                      | 43,65         |
| Újdombrád         | község                  | Dombrád           | Kisvárdai                   | 742                        | 10,78         |
| Újkenéz           | község                  | Mezőladány        | Kisvárdai                   | 1 026                      | 9,69          |